# Rascló de Luzon
El rascló de Luzon (Lewinia mirifica) és una espècie d'ocell de la família dels ràl·lids (Rallidae) que habita zones humides amb joncs del centre de Luzon, a les Filipines.